# Bakerella
Bakerella es un género de arbustos con 16 especies perteneciente a la familia Loranthaceae. Es originario de Madagascar. 

## Taxonomía
El género fue descrito por Philippe Édouard Léon Van Tieghem y publicado en  Bulletin de la Société Botanique de France 42: 244 en el año 1895.

## Especies
- Bakerella amhongoensis Balle
- Bakerella analamerensis Balle
- Bakerella belohensis Balle
- Bakerella clavata (Desr.) Balle
- Bakerella collapsa (Lecomte) Balle
- Bakerella diplocrater (Baker) Tiegh.
- Bakerella gonoclada (Baker) Balle
- Bakerella grisea (Scott-Elliot) Balle
- Bakerella hoyifolia (Baker) Balle
- Bakerella mangindranensis Balle
- Bakerella microcuspis (Baker) Tiegh.
- Bakerella perrieri Balle
- Bakerella poissonii (Lecomte) Balle
- Bakerella tandrokensis (Lecomte) Balle
- Bakerella tricostata (Lecomte) Balle
- Bakerella viguieri (Lecomte) Balle